# Suureranna
Suureranna is een plaats in de Estlandse gemeente Hiiumaa, provincie Hiiumaa. De plaats heeft de status van dorp (Estisch: küla).
Suureranna hoorde tot in oktober 2013 bij de gemeente Kõrgessaare, daarna tot in oktober 2017 bij de gemeente Hiiu en sindsdien bij de fusiegemeente Hiiumaa. Het ligt op het schiereiland Kõpu.

## Bevolking
Het dorp had 35 inwoners op 31 december 2011 en 23 inwoners op 31 december 2021.